# قنفذية تينيسية
القنفذية التينيسية نوع نباتي يتبع جنس القنفذية من الفصيلة النجمية.

## البيئة والانتشار
تنتشر في ولاية تينيسي وسط الولايات المتحدة.

## الوصف النباتي
نبات عشبي معمر.